# Otto von der Mülbe (1801–1891)
Otto Albrecht Karl Heinrich von der Mülbe (ur. 18 kwietnia 1801 w Braniewie, zm. 28 listopada 1891 w Poczdamie) – generał piechoty w Królestwie Prus.

## Życiorys
Otto von der Mülbe był synem pruskiego generała majora Hansa Christopha Ludwiga von der Mülbe (1748–1811) i jego żony Dorothei Luise Helene Sophie z domu von Lübtow (1766–1846).
Otto uczęszczał do katolickiego gimnazjum w Braniewie, a następnie do szkoły kadetów w Berlinie. W wieku siedemnastu lat z polecenia generała Bonina został wcielony do wojska. 5 maja 1818 przydzielony jako podporucznik do 1 Pułk Grenadierów Gwardii im. Cesarza Aleksandra w armii pruskiej.
W latach 1821–1824 uczył się w szkole ogólnowojennej (Allgemeine Kriegsschule). W 1839 awansowany na dowódcę kompanii, pod koniec marca 1846 mianowany na stopień majora i 5. oficera sztabowego. W marcu 1848 brał udział w tłumieniu walk ulicznych w Berlinie w czasie rewolucji marcowej podczas Wiosny Ludów, a w kwietniu 1848 w bitwie pod Szlezwikiem podczas kampanii przeciwko Danii. Jesienią przybył do Brandenburgii, by służyć w pułku przyszłego feldmarszałka Steinmetza. 21 grudnia 1848 został drugim dowódcą 2 batalionu w 2. Pułku Gwardyjskim Landwehry w Magdeburgu, którym Mülbe dowodził w następnym roku podczas tłumienia rewolucji badeńskiej w bitwach pod Neudorf, Wiesenthal, Durlach i Kirchheimbolanden. Za zasługi został odznaczony Orderem Orła Czerwonego IV Klasy z Mieczami i Krzyżem Komandorskim Orderu Lwa Zeryngeńskiego.
19 stycznia 1850 został przeniesiony do Poczdamu jako dowódca II batalionu w 1 Pułku Piechoty Gwardii Cesarstwa Niemieckiego. Po dwóch latach został mianowany komendantem twierdzy Minden. Na tym stanowisku Mülbe awansował do stopnia pułkownika (w połowie lipca 1854 roku). Od 10 maja 1855 do 14 czerwca 1857 był dowódcą 13 Pułku Piechoty w Münster. Następnie przez pół roku pełnił funkcję dowódcy 13 Brygada Piechoty w Magdeburgu. 3 grudnia 1857 na to samo stanowisko przeniesiony do 4. Brygada Piechoty Gwardyjskiej. Dwa tygodnie po otrzymaniu awansu na generała dywizji Ottonowi von der Mülbe powierzono dowództwo 2 Brygadą Piechoty Gwardyjskiej. Pracował także jako członek komisji studiów w Akademii Wojennej. W czerwcu 1859 odznaczony Krzyżem Komandorskim Orderu Leopolda. 13 maja 1861 powierzono mu dowództwo 10. Dywizją w Poznaniu.
W 1861 roku, w dniu koronacji Wilhelma I Hohenzollerna na króla Prus, Mülbe został awansowany na stopień generała porucznika. Z powodu prowadzonej wojny z Danią Mülbe otrzymał dowództwo połączonej Dywizji Gwardii i Piechoty w Szlezwiku, którą dowodził w bitwach pod Satrup, Fredericią oraz podczas oblężenia Düppeler Schanzen.
Za zasługi odznaczony Orderem Orła Czerwonego z gwiazdą i liśćmi dębu oraz mieczami na pierścieniu. 5 lipca 1864 na stanowisku dowódcy połączonej dywizji zastąpił go generał Falckenstein. Austriacy alianccy uhonorowali go, przyznając mu Order Korony Żelaznej I klasy.
Podupadły na zdrowiu i niezadowolony z rzadkiej szansy na sprawdzenie się w działaniach wojennych Mülbe złożył w czerwcu 1865 rezygnację, której król początkowo nie przyjął. Mülbe otrzymał urlop do rozpoczęcia jesiennych ćwiczeń. W październiku 1865, na jego ponowną prośbę o przejście w stan spoczynku, został odznaczony Orderem Orła Czerwonego I klasy z Liśćmi Dębu i Mieczami na Pierścieniu i przyznano mu ustawową emeryturę.
Generał Mülbe przeprowadził się do Gdańska. Jednak wkrótce, wraz z rozpoczęciem wojny prusko-austriackiej, został przywrócony do służby z rangą generała i mianowany dowódcą mobilnego korpusu rezerwowego, który stacjonował się pod Berlinem i składał się z oddziałów Landwehry, czyli piętnastu batalionów gwardyjskich i tyluż samo landwehry prowincjonalnej, czterech pułków kawalerii oraz oddziału artylerii i inżynierów.
Na czele swojego korpusu brał udział w działaniach wojennych. Po zawieszeniu broni, w 1866, ponownie przeniesiony w stan spoczynku jako generał piechoty.

### Życie rodzinne
Otto von der Mülbe ożenił się 17 czerwca 1838 w Gdańsku z Franziską Bertram (1813–1904), córką kupca. Małżeństwo miało pięcioro dzieci:
- Doris (ur. 1839)
- Franz (1840–1915) – generał piechoty
- Margarete (1846–1849)
- Hans (1848–1866) – podporucznik
- Anna (ur. 1850) – żona Adolfa von Rosenberg-Gruszczyńskiego, generała piechoty

## Odznaczenia
Odznaczenia gen. von der Mülbe to między innymi:
- Order Orła Czerwonego II klasy z mieczami na pierścieniu (Prusy)
- Odznaka za Służbę Wojskową (Prusy)
- Komandor I klasy Orderu Alberta Niedźwiedzia (Anhalt)
- Komandor Orderu Lwa Zeryngeńskiego (Badenia)
- Komandor Orderu Leopolda (Cesarstwo Austriackie)
- Order Świętego Włodzimierza IV klasy (Imperium Rosyjskie)

## Literatura
- General-Lieutenant von der Mülbe. In: Berliner Gerichts-Zeitung Jg. 14, Nr. 91, 7. August 1866 (Web-Ressource).
- Julius von Basse, Karl von Kleinsorgen: Stamm-Liste des Infanterie-Regiments Herwarth von Bittenfeld (1. Westfälisches) Nr. 13. Belser-Verlag, Stuttgart, s. 15–16.
- Kurt von Priesdorff(inne języki): Soldatisches Führertum(inne języki). Band 6, Hanseatische Verlagsanstalt Hamburg, o. O. [Hamburg], o. J. [1938], s. 470–473, nr 2088.